# Роздольненська сільська рада (Старобешівський район)
| Роздольненська сільська рада — колишній орган місцевого самоврядування у Старобешівському районі Донецької області з адміністративним центром у c. Роздольне. Сільській раді підпорядковані населені пункти: - c. Роздольне - с. Василівка |

## Склад ради
Рада складається з 20 депутатів та голови.

## Керівний склад сільської ради
| ПІБ                          | Основні відомості                                                         | Дата обрання | Дата звільнення |
| ---------------------------- | ------------------------------------------------------------------------- | ------------ | --------------- |
| Дьяконенко Павло Савелійович | Сільський голова, 1954 року народження, освіта, безпартійний              | 26.03.2006   | 31.10.2010      |
| Дьяконенко Павло Савельович  | Сільський голова, 1954 року народження, освіта вища, член Партії регіонів | 31.10.2010   |                 |

Примітка: таблиця складена за даними джерела